# Abdoul Garba
Abdoul Nasser Adamou Garba (ur. 23 grudnia 1991 w Niamey) – nigerski piłkarz grający na pozycji środkowego obrońcy. Od 2019 jest zawodnikiem klubu AS Douanes Niamey.

## Kariera klubowa
Do 2017 roku Garba grał w klubie AS Douanes Niamey. W latach 2017–2019 był zawodnikiem AS FAN. W 2019 wrócił do AS Douanes. W sezonie 2021/2022 wywalczył z nim wicemistrzostwo i Puchar Nigru.

## Kariera reprezentacyjna
W reprezentacji Nigru Garba zadebiutował 13 sierpnia 2017 w wygranym 2:1 meczu Mistrzostw Narodów Afryki 2018 z Wybrzeżem Kości Słoniowej, rozegranym w Niamey.